# 厄滕巴赫河
52°1′26.25″N 8°49′28.13″E / 52.0239583°N 8.8244806°E

厄滕巴赫河（德語：Oetternbach），是德國的河流，位於該國西部，處於北萊茵-威斯特法倫州，屬於貝加河的左支流，河道全長16.7公里，流域面積34.9平方公里。